# Руки через Хоторн
Руки через Хоторн — митинг, проводившийся на Хоторн-Бридж в городе Портленд, штат Орегон, на западном побережье США, 29 мая 2011 года. Демонстрация была проведена в ответ на нападение неделей ранее на Брэда Форкнера и Кристофера Розвира, гей-пары, которая держалась за руки, переходя мост. По словам пары и полицейского управления Портленда, группа из пяти человек последовала за Форкнером и Розивиром по мосту, прежде чем напасть на них. Нападение осудили мэр Портленда Сэм Адамс и начальник полиции Майк Риз, и новости о нападении распространились по Тихоокеанскому Северо-Западу и США. Атака побудила добровольцев из Q Center, некоммерческой организации, поддерживающей ЛГБТ-сообщество, сформировать уличные патрули в качестве средства наблюдения за центром Портленда.
Несколько ЛГБТ и правозащитных организаций спонсировали Руки через Хоторн в ответ на нападение в виде митинга, где участники будут держаться за руки на всем протяжении Хоторнского моста в знак солидарности. Митинг посетило более 4000 человек, информация о котором была опубликована на единственной странице в Facebook за 72 часа до митинга. Форкнер, Розвир, мэр Адамс и другие лидеры сообщества выступили на митинге. Событие привлекло внимание во всех Соединенных Штатах. 5 июня жители Спокана, штат Вашингтон, провели аналогичный митинг под названием Руки через Монро, пересекая мост на Монро-стрит в парке Риверфронт.

## Предпосылки

### Преступления на почве ненависти в Портленде
Статистические данные полицейского управления Портленда свидетельствуют о снижении количества «нападений с предубеждением» или «преступлений на почве ненависти» с 26 инцидентов в 2007 году до 15 в 2009 году . В 2010 году из чуть более 50 случаев преступлений на почве ненависти, зарегистрированных в Портленде, 20 были связаны с гендерной или сексуальной ориентацией, что намного превышает количество преступлений на почве расовой ненависти. В мае 2010 года группа мужчин в костюмах подверглась преследованию и нападению со стороны группы из пяти человек. Подача полицейского отчета привела к тому, что в Портлендском центре Q (некоммерческой организации, поддерживающей ЛГБТ-сообщество) был организован общественный форум, на котором присутствовали начальник полиции Портленда Майк Риз, мэр Сэм Адамс и заместитель окружного прокурора Род Андерхилл, а также более 100 жителей города. В результате нападений в июле 2010 года был сформирован Queer Patrol (или Q Patrols), который состоял из пеших патрулей, специально предназначенных для защиты ЛГБТ-сообщества в центре Портленда.
Сара Мирк из Portland Mercury объяснила рост числа зарегистрированных преступлений, связанных с полом или сексуальной идентичностью, в 2010 году увеличением количества поданных в полицию отчетов, отчасти благодаря работе Q Patrols. Преступления на почве ненависти продолжались в городе; в ноябре 2010 года мужчина, которого сочли геем, был жестоко избит и потерял сознание, когда шел домой на юго-востоке Портленда. По данным полиции Портленда, в период с 1 января по 30 апреля 2011 года было зарегистрировано восемь преступлений, связанных с предубеждением, что составляет половину от числа зарегистрированных за тот же период в 2010 года.

### Нападение
Брэд Форкнер и Кристофер Роузвеар (23 и 24 года соответственно) подверглись нападению на эспланаде Истбэнк 22 мая 2011 года после того, как держались за руки во время прогулки по Хоторнскому мосту в Портленде, штат Орегон. Подробности нападения были обнародованы полицией Портленда 24 мая. Форкнер и Розвир рассказали, что группа из пяти человек последовала за ними от парка Тома Макколла на набережной через мост, а затем избила их, когда они спустились по пандусу вдоль эспланады.
Согласно описанию, опубликованному полицией Портленда, «пока [пара] шла, они знали, что несколько человек стояли позади них, разговаривали, смеялись и указывали пальцами, но не были уверены, что это было направлено на них». Трое из пяти мужчин напали на них сзади. Форкнера столкнули с перил и несколько раз ударили кулаками, прежде чем он сумел убежать и позвонил в службу 9-1-1. По сообщениям, нападавшие продолжали бить Розвира по голове, лицу, спине и ребрам, пока Форкнер не смог позвать на помощь полицию. Позже Форкнер вспоминал, что он не слышал конкретных гомофобных оскорблений, но полагал, что нападавшие могли кричать на иностранном языке. У Форкнера была опухоль на лице, и Розвиру потребовалось наложить швы на губу. Пострадавшие заявили, что поблизости находилось несколько свидетелей, но они не предложили никакой помощи. Полиция расследовала это дело как «преступление по предубеждению», отметив отсутствие провокации. По состоянию на декабрь 2012 года пятеро мужчин, напавших на Форкнера и Розвира, оставались неопознанными.
О нападении сообщили газеты Тихоокеанского Северо-Запада и СМИ по всей стране, ориентированные на геев. Сэм Адамс, гей-мэр Портленда и начальник полиции Майк Риз выступили против нападения. Адамс сказал: «Мы стремимся быть городом с наиболее равными возможностями, и мы можем быть этим городом только в том случае, если все люди будут в безопасности и будут чувствовать себя в безопасности на наших улицах и в наших парках». Проект Cascade AIDS Project, где Форкнер в то время был координатором Pivot Center, запустил кампанию в Facebook после атаки под названием «Держась за руки, в знак солидарности», побуждая людей публиковать фотографии держащихся за руки пар. Центр Q также осудил нападение. Нападение снова побудило добровольцев Q Center сформировать Q Patrols как средство наблюдения за улицами и сообщения в полицию о преступлениях на почве ненависти. Планировалось, что Q-патрули будут работать с 23:00 до 3:00 до Хеллоуинских выходных.

## Митинг
После нападения организации «Основные права штата Орегон» (BRO), Cascade AIDS Project, Pride Northwest, Q Center и местные церкви организовали митинг с задумкой, что участники на всем протяжении Хоторнского моста будут держаться за руки в знак солидарности. Событие было освещено на единственной странице в Facebook, созданной всего за 72 часа до этого на странице фотогалереи Cascade AIDS Project. Стивен Касселл, организатор мероприятия и член правления Q Center, как сообщается, «подумал о плане действий среди ночи и быстро разместил идею в Facebook». Организация Progressive Oregon, которая выступает за прогрессивность в этом штате, также рекламировала мероприятие.
Мероприятие, начавшееся в 19:30, посетило более 4000 человек. Члены Сообщества приветствующих конгрегаций, коалиции из более чем 100 конгрегаций в Орегоне, которые приветствуют членов гей-сообщества, и портлендского отделения Кампании за права человека, также приняли участие в митинге. Когда демонстранты собрались у западной стороны моста, митинг начался с выступления Форкнера и Розвира. Форкнер сказал, что это был не первый раз, когда он опасался за свою безопасность, и не ожидал, что это будет последний раз:
Тысячи людей ходят по улицам США и даже Портленда, чувствуя, что они менее ценные, чем другие люди, что их жизнь не так ценится обществом, как других, предположительно более «нормальных» сверстников. Последствия этой внутренней ненависти безграничны. Они способствуют насилию со стороны банд, депрессии, самолечению с помощью алкоголя и наркотиков, сексуальности, которую люди считают необходимым держать в секрете, исследовать в темных переулках и банях, а не открыто и безопасно. Как мы можем говорить о безопасности, о том, чтобы быть здоровыми, о том, что нас любят, если мы делаем это втайне, если нам больно молчать?
После выступления Форкнера исполнительный директор Basic Rights Oregon Джина Фраццини поблагодарила пару, рассказала о символике митинга за руки и призвала сторонников добровольно участвовать в Q Patrol. Во время митинга толпа спела песню The Beatles «Я хочу держать тебя за руку».
По словам Касселла, Руки через Хоторн стали одним из первых случаев, когда основные правозащитные организации Портленда работали вместе над мероприятием, отличным от Портлендского фестиваля гордости. Подробности митинга сообщались в различных публикациях. Сотрудник Huffington Post Чак Карри, служитель Объединенной церкви Христа из Портленда, использовал нападение и митинг, чтобы поставить под сомнение влияние консервативной евангелической религии и других организаций, выступающих против прав геев. Progressive Oregon и Just Out (газета ЛГБТ в Портленде) отметили неспособность самой большой газеты города, The Oregonian, освещать митинг; Первый направил письмо и петицию издателю газеты Н. Кристиану Андерсону III с просьбой о «справедливом и сбалансированном» освещении. Питер Бхатия, редактор Oregonian, ответил на критику и петицию, подписанную более чем 1400 человек, заявив, что недостаточное освещение в газете было «несправедливым», вызванное «человеческой ошибкой».
Через неделю после митинга мэр Сэм Адамс и его сотрудники взялись за руки в мэрии Портленда в знак солидарности. 5 июня жители Спокана, штат Вашингтон, провели аналогичный митинг солидарности с сообществом Портленда под названием «Руки через Монро», пересекая мост на Монро-стрит в парке Риверфронт. Это мероприятие спонсировалось ЛГБТ-центром.